# 宮沢海水浴場

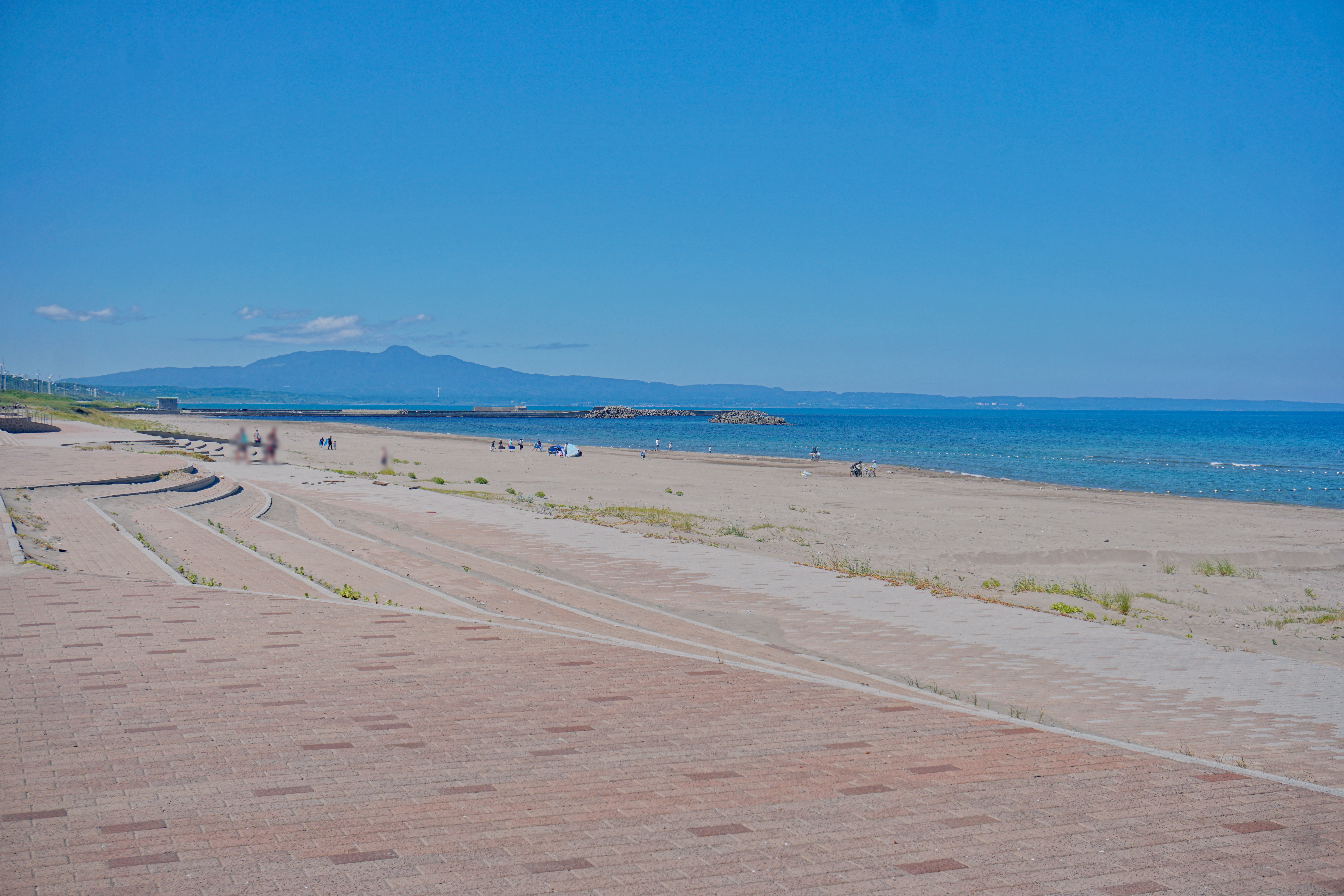
宮沢海水浴場(秋田県男鹿市)

宮沢海水浴場（みやざわかいすいよくじょう）は、日本の秋田県男鹿市野石にある海水浴場。日本の水浴場55選、日本の水浴場88選、快水浴場百選に選出されている。

## 概要
男鹿半島の北側に位置する長さ300m、奥行50mの遠浅のビーチであり、天候が良い日は男鹿半島と白神山地が望める。県内でも有数の透明度の海水浴場として評価され、環境庁より1998年（平成10年）には日本の水浴場55選に選出され、その後も2001年（平成13年）日本の水浴場88選、2006年（平成18年）快水浴場百選に選出されるなどしている。また夕日が見える事に名を冠した「夕陽フェスティバル」というイベントが毎年開催されている。「宮沢」の名は昔この地域では家々でお宮を祭っていて祠がたくさんあることと、沢が多いことから名づけられたと言われる。

## 利用
- 開設期間 ：7月中旬 - 8月下旬[3]。
- 利用者数 ：年間約3万4000人。
- 利用料金 ：入場無料。
- 設備 ：公衆トイレ、シャワー（海の家）、駐車場（約300台収容）。

## 交通アクセス
自動車道
秋田自動車道 琴丘森岳ICを下り、車で約30分。
バス
秋田中央交通「宮沢海岸入口」バス停より徒歩10分（観光バスは要予約）。